# Севастопольська українська чорноморська громада
Севастопольська українська чорноморська громада (у деяких джерелах вказується як Чорноморська Українська Громада в місті Севастополі, ЧУГС) — українська національна організація, що діяла у Севастополі з березня 1917 року до подій червоного терору в Криму наприкінці того ж року. Була створена на тлі Лютневої революції. Діячі організації були активними учасниками процесу українізації флоту. Після Жовтневого перевороту члени громади включилися у роботу з формування Окремого морського куреня імені Сагайдачного, який взяв участь у обороні Києва від більшовиків.
Керівниками Севастопольської української чорноморської громади у 1917 році були В'ячеслав Лащенко (з квітня) та Яким Христич (з липня).

## Історія

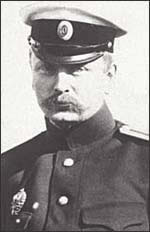
Лев Мацієвич

Створення конспіративного українського гуртка в Севастополі відноситься до початку 1900-х років, коли на Чорноморський флот Російської імперії потрапили Лев Мацієвич та Олександр Коваленко. Українська організація виникла на базі гуртка любителів драматичного мистецтва при Народному домі, в якому брали участь Мацієвич та Коваленко. До 1905 року гурток отримав назву «Кобзар». Тоді ж його керівником став директор севастопольської жіночої гімназії професор В'ячеслав Лащенко.

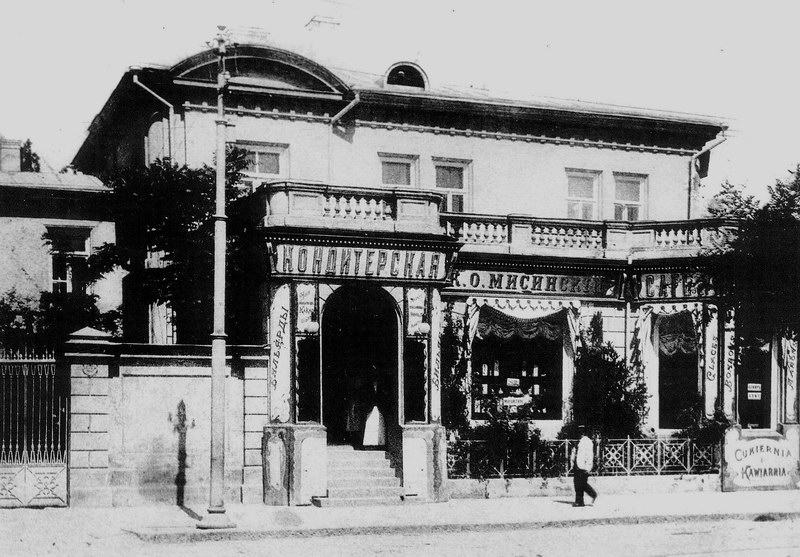
Кав'ярня Вітинського, де збиралися члени української громади Севастополя

Учасники гуртка проводили агітацію української національної ідеї серед мешканців та моряків Севастополя. Членами товариства було 15-20 осіб, серед яких були вчителі, підприємці, моряки та офіцери Чорноморського флоту. Серед них Володимир Савченко-Більський, Микола Неклієвич, Вадим Богомолець та Борис Лазаревський. Важливу роль у діяльності громади відігравало кафе Василя Вітинського, уродженця Західної України, де збиралися учасники гуртка. «Варшавську кондитерську» Вітинський придбав у 1914 році, вона розташовувалась на проспекті Нахімова (будинок до наших днів не зберігся).
Після подій Лютневої революції члени «Кобзаря» вийшли з підпілля та взяли участь у створенні Севастопольської української чорноморської громади. При цьому більшість учасників громади симпатизували українським есерам.
У березні 1917 року з ініціативи членів «Кобзаря» у Севастополі відбулися перші збори українців-моряків, а вже 7 квітня — другі, де було обрано Головну раду української чорноморської громади. Другі збори пройшли в цирку «Труцці» (будівля знаходилася на площі Ушакова і знесена 1921 року). Загалом у зборах взяло участь близько 5 тисяч осіб. Там було прийнято статут громади, а головою було обрано В'ячеслава Лащенка. Також на квітневому з'їзді було ухвалено рішення про відкриття української школи, бібліотеки та газети. Проте даних про видавничу діяльність громади не збереглося. Зусиллями громади вдалося створити бібліотеку та читальню, організувати діяльність із роботи театральної комісії.
На зборах 15 квітня, що відбулися в будівлі «Уніон Банку» (Азовсько-донський банк), було обрано президію ради громади. Тоді за участю 200 делегатів головою ради було обрано В'ячеслава Лащенка, заступниками — Миколу Коломійця та Михайла Пащенка, військову секцію очолив Микола Неклієвич, просвітницьку секцію очолювали Володимир Савченко-Більський і В'ячеслав Лащенко, агітаційно-пропагандистську секцію — Вадим Богомолець и Михайло Пащенко. До керівного складу також було включено Д. Дежура, Якима Христича, Дмитра Величка, Івана Прокоповича та Івана Усенка. Пізніше членами громади стали командир броненосця «Євстафій» Михайло Остроградський, пілот морської авіації Федір Сліпченко та голова Ради української військової громади Севастопольської школи авіації Михайло Михайлик. При раді громади під керівництвом Неклієвича було створено військово-морський клуб імені Івана Сірка з метою «міцної підтримки української справи озброєною рукою».

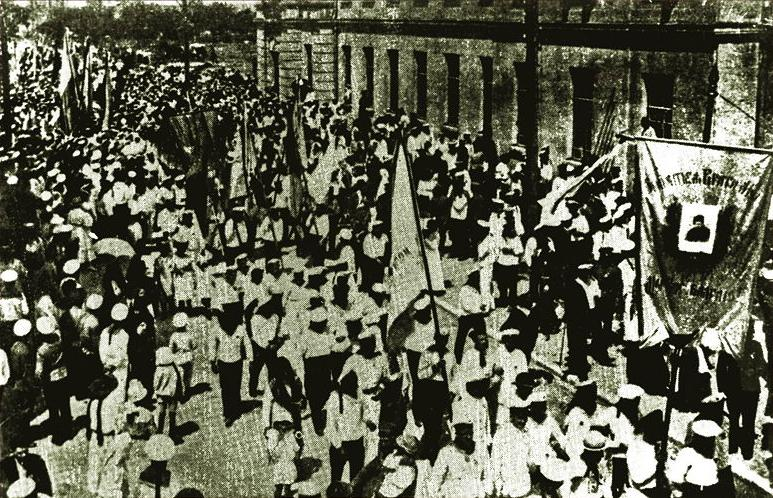
Українська маніфестація у Севастополі у 1917 році

Члени організації брали участь в українських маніфестаціях у Севастополі у квітні та травні 1917 року. Під впливом української громади знаходилися екіпажі міноносця «Завидний», крейсера «Пам'ять Меркурія», дредноута «Воля» та низки дрібних кораблів.
На Перший український військовий з'їзд, що відбувся у травні 1917 року в Києві, Севастопольська українська чорноморська громада делегувала матросів Лінника та Михайлика. Для з'ясування обстановки на Чорноморському флоті та налагодження зв'язків з чорноморською українською громадою 8 червня 1917 року до Севастополя виїхали члени Українського генерального військового комітету Федір Селецький та Семен Письменний.
Беручи до уваги «слабкість українського елементу» на ЧФ, Рада ЧУГС вирішила вдатися до досвіду Українського генерального військового комітету при українізації військових частин — проводити українізацію флоту поетапно, формуючи команди окремих кораблів виключно з українців. Таким чином були українізовані міноносець «Завидний», що підняв український прапор 12 липня 1917 року, панцерники «Синоп» і «Пантелеймон», крейсер «Пам'ять Меркурія», транспорт «Прут», кілька міноносців та підводних човнів (у тому числі «Нерпа»), а також дредноут «Воля» (колишній «Александр ІІІ»), на якому було піднято прапор із жіночою постаттю, що уособлювала Україну, та написом: "Не плач, Мамо, не журися, Твої сини на морі добувають Тобі Волю — усміхнися); цей прапор пізніше був серед знамен Чорноморського куреня імені гетьмана Петра Конашевича-Сагайдачного під час бойових дій у Києві. Подальші темпи українізації флоту сповільнилися через бойові дії на материковій території України.
На початку червня 1917 року в Севастополі з нагоди Зелених свят відбулася маніфестація українських організацій, дієву участь у якій узяли члени ЧУГС (відзначається, що урочистості відбулися з ініціативи Ради ЧУГС). Маніфестація рушила містом після панахиди за Шевченком, яку українською мовою правив військовий священик Феодосій Станкевич (нині шанований у Запорізькій єпархії УПЦ МП як святий Феодосій Мелітопольський) у супроводі хору ЧУГС. Голова Ради ЧУГС В'ячеслав Лащенко звернувся до маніфестантів з промовою, зазначивши, що члени громади йдуть «поруч із братами і дружніми демократичними народами виборювати не тільки своє щастя й волю, а щастя й волю усіх народів Європи»; на його промову «більш як 20 тисяч українців» відповіли вигуками «Слава».
Того дня на балконі приміщення Ради ЧУГС майоріли національний і малиновий прапори, а також був встановлений прикрашений квітами великий портрет Шевченка.
Після української маніфестації, у другій половині червня 1917 року до Севастополя прибула Єкатєріна Брєшко-Брєшковская у супроводі інших російських соціал-революціонерів та соціал-демократів: на їхнє прохання Рада ЧУГС організувала у цирку Труцці віче під головуванням В. Лащенка, В. Савченка-Більського, М. Коломійця, І. Прокоповича, І. Усенка, Я. Христича та Д. Величка. Після дебатів «піднеслося може яких півсотні рук» на підтримку «гостей», що пропонували українцям долю мешканців «Юго-западного края Российской демократической республики»; натомість резолюцію Ради ЧУГС, що стосувалася українізації флоту та входження Криму до складу України, було підтримано переважною більшістю. Після цієї події до Севастополя прибув військовий і морський міністр Тимчасового уряду Росії Алєксандр Кєрєнскій, який узяв участь у делегатському зібранні гарнізону в залі Морського зібрання. Під час цього заходу член Ради ЧУГС Іван Усенко порушив питання про незалежність України, входження до її складу Криму та українізацію ЧФ; у відповідь на це Кєрєнскій заявив, що про такі «експерименти» рано говорити і, тим більше, їх здійснювати, та пообіцяв відвідати Севастополь наступного разу «за більш спокійної атмосфери, коли таких питань більше не буде».
26 червня (ст. ст.) 1917 року голова ради ЧУГС В'ячеслав Лащенко взяв участь у 7-му засіданні 5-ї сесії УЦР під головуванням Михайла Грушевського. Привітавши УЦР від української громади Севастополя, він зазначив, що до ЧУГС входять матроси, солдати та робітники, а також повідомив про заснування в місті військового клубу імені кошового отамана Івана Сірка. За словами Лащенка, ЧУГС під час заснування «зустріла прихильне відношення» з боку як громадських організацій Севастополя, так і командувача ЧФ Алєксандра Колчака. Зі зростанням організації неприхильне ставлення до українців у першу чергу виявили російські соціал-демократи, які звинувачували ЧУГС у «буржуазності», однак при цьому не демонстрували гострих проявів ворожнечі. Також Лащенко додав, що ЧУГС має соціал-революційну фракцію та декілька комісій, проводить видавничу діяльність, влаштувала національне свято. Від імені ЧУГС її голова звернувся до УЦР з проханням звернути особливу увагу «на Чорне море, на працю чорноморських громад».
Приблизно в той же час Генеральний Військовий Комітет УЦР отримав телеграму з Севастополя за підписом члена Ради ЧУГС Миколи Неклієвича: у ній зазначалося, що ЧУГС на загальному зібранні представників флоту, гарнізону і цивільних мешканців Севастополя, яке відбулося 25 червня (ст. ст.), щиро привітала «українське озброєне військо на фронті, котре міцно боронить землю і волю Неньки України».
У липні 1917 року на території колишньої Російської імперії відбулися вибори до міських дум. На території Кримського півострова участь у них українські партії брали лише в Сімферополі та Севастополі. Зокрема, у Севастопольській міській думі з 71 новообраного гласного український блок презентували члени Ради ЧУГС В'ячеслав Лащенко, Іван Лихоніс та Микола Коломієць.
Після того, як професор Лащенко став радником міського самоврядування, громаду у липні 1917 року очолив прапорщик Яким Христич.
У джерелах були зафіксовані імена кількох військових лікарів — членів ЧУГС, що в червні 1917 року висувалися у гласні Севастопольської міської думи за списком ЧУГС (наразі відомі лише їхні роки народження):
- Гікс Іван Миколайович (1883) — фармацевт; станом на січень 1917 р. був діловодом військово-санітарного управління Севастопольської фортеці;
- Сакович Олексій Юрійович (1881) — медик, мобілізований під час Першої світової війни; в березні 1917 р. затверджений молодшим лікарем 5 Морського полку окремої Чорноморської морської дивізії; за спогадами М. Михайлика — член Ради ЧУГС;
- Турукало Семен Якимович (1888) — фельдшер 1 статті; у квітні 1917 р. отримав посаду санітарного кондуктора, призначений до санітарно-дезінфекційного та евакуаційного загонів; у липні 1917 р. отримав перший класний чин колезького реєстратора і був призначений до штабу начальника 2 загону Транспортної флотилії ЧФ;
- Шулейко Борис Родіонович (1873) — колезький радник, вільний лікар-практик;
- Щока («Щека») Кіндрат Вікторович (1887) — санітарний кондуктор бригади тралення; в липні 1917 р. отримав перший класний чин колезького реєстратора; у листопаді 1917 р. на 1 Загальному Чорноморському з'їзді обраний членом Центрального Комітету ЧФ зі звільненням від обов'язків у своїй частині[17].

1 листопада 1917 року у Києві на Українській генеральній морській раді севастопольська чорноморська українська громада представила військово-морську доктрину України. Доктрина передбачала, що український флот має бути в півтора разу сильнішим за решту військових флотів на Чорному морі, а також перехід усіх українських моряків, які служили в різних регіонах Російської імперії на Чорноморський флот до Севастополя.

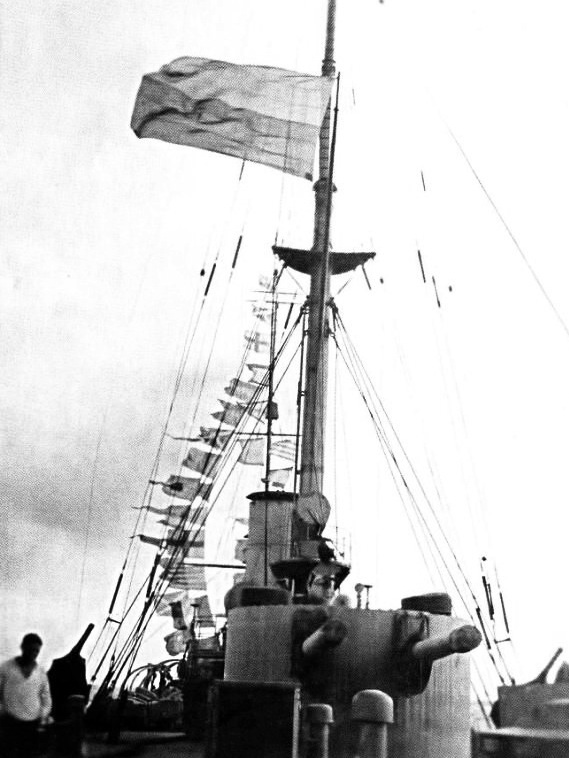
Український прапор над крейсером «Пам'ять Меркурія». 1917 рік.

Після повідомлень про здійснення Жовтневої революції в Петрограді президія громади була зібрана для вироблення спільної позиції. Наступного дня під час зборів громади у жіночій гімназії Лащенко порушив питання про визнання незалежності України.
Після падіння Тимчасового уряду Росії 12 листопада 1917 року більшість особового складу крейсера «Пам'ять Меркурія» ухвалила рішення не підіймати Георгіївського прапора, а підняти замість нього синьо-жовтий прапор УНР.
Згідно з деякими відомостями, в цей же час були українізовані есмінці «Зоркий» та «Звонкий», які перебували в Севастополі.
На тлі цієї обстановки силами громади було сформовано Окремий морський курінь імені Сагайдачного, який складався з 612 осіб, значна частина з яких симпатизувала більшовикам. 24 листопада курінь прибув до Києва у розпорядження Української Центральної ради для оборони столиці від більшовиків. На думку історика Ярослава Тинченка, від'їзд куреня до Києва став великою помилкою севастопольської громади, оскільки до столиці попрямували найвідданіші прихильники УНР, тоді як у Севастополі залишилися ті, хто у вирішальний момент підтримав більшовиків. Після від'їзду куреня найавторитетнішим українським діячем у Севастополі був капітан Микола Неклієвич.
У грудні 1917 року, після початку в Севастополі червоного терору, коли весь флот перейшов під червоний прапор, українізовані крейсер «Пам'ять Меркурія» та есмінець «Завидний» залишили порт, після чого за наказом Генерального секретаріату морських справ УНР здійснили перехід до Одеси, проте в ніч з 16 на 17 січня 1918 року, в ході боїв за Одесу, обидва корабля опинилися в руках більшовиків. 16 лютого збори команди крейсера більшістю голосів ухвалили спустити український та підняти червоний прапор.
Безпосередній учасник подій, Олександр Малишкін, описуючи події революційних років у Севастополі, зазначає, що «реорганізувати управління Кримом» намагалися більшовики, татари та українці. На острові існували представники двох влад: Рада народних представників, сформована 20 листопада 1917 року більшовиками, і курултай, що розпочав роботу 26 листопада 1917 року як мусульманський парламент установчих зборів кримськотатарського народу. Центральна Рада України, сформована у червні 1917 року, також прагнула встановлення своєї влади: «У листопаді генеральний комісар України з внутрішніх справ В. К. Винниченко оголосив телеграмою колишні органи Тимчасового уряду на півострові підлеглими Центральній Раді. 1 листопада 1917 року для контролю над ЧФ створюється Генеральна рада з морських справ». Але ситуація, що склалася на острові в листопаді-грудні 1917 року була малокерована. У середині грудня 1917 року Севастопольська рада та Центрофлот ухвалили резолюцію про те, що підкоряються лише Раді Народних Комісарів. Згідно з договором з Центральною Радою України, Крим був окупований німецькими, потім французькими військами, потім зайнятий військами білогвардійців і врешті захоплений Червоною армією у листопаді 1920 року.
Ймовірно, основну діяльність ЧУГС припинила орієнтовно наприкінці 1917 року, з огляду на червоний терор у Севастополі. Після встановлення в Криму большевицької диктатури організація діяла напівлегально, а з визволенням півострова від большевиків німецьким військом і спеціальною групою Армії УНР у квітні 1918 року не змогла повернутися на старі позиції. Хоча є відомості, що організація остаточно припинила діяльність у 1920 році із встановленням радянської влади на півострові.
У серпні 1920 року при армії Вранґєля було створено «кружок українських старшин», який мав на меті об'єднання українців Кубані та Криму: його представником був генерал Василь Кирій (Кирей), якому Вранґєль запропонував організувати Тимчасовий Український Уряд — Український Національний Блок (УНБ). До цієї формації увійшли М. Кравченко, О. Безрадецький, Сахно-Устимович та М. Левченко, які «кооптували» в тому числі членів ЧУГС В'ячеслава Лащенка та Олексія Коломійця. УНБ створив мережу філій та увійшов у конфлікт із «просвітніми українськими радами» Криму, які мали демократичний напрямок і цілком підтримували УНР та голову Директорії УНР Симона Петлюру. У відповідь «Губернська центральна Сімферопольська просвітня рада» приписала регіональним радам «на місцях для інформацій ввести по одному старому членові в місцеві філії блоку» та звернулася до УНБ в Севастополі з ініціативою скликати з'їзд українців Криму і теренів України, зайнятих військами Врангеля, не пізніше 1 жовтня 1920 року. Засідання УНБ відбулося у другій половині вересня 1920 року: всупереч очікуванням членів УНБ, доповідачі заявляли, що визнають в Україні лише уряд УНР і головного отамана Симона Петлюру, на якого, перебуваючи під владою большевиків, чекали як на «визволителя з-під ярма». Від спілки українських просвітніх рад і селян виступили кілька осіб, які так само заявляли, що в Україні мусить бути «тільки влада Петлюри і уряду УНР, і іншої не може бути»; серед них були Лащенко та Коломієць. З'їзд погодив обрання блоку з нових членів та заступників, до числа яких увійшли Лащенко та Коломієць відповідно.
Відомо, що в Празі принаймні до 1939 року діяла «Спілка членів ЧУГС на еміграції» — заснована, ймовірно, з ініціативи В'ячеслава Лащенка після його виїзду до Чехословацької Республіки в 1920-х роках.